# Волейбольный мяч

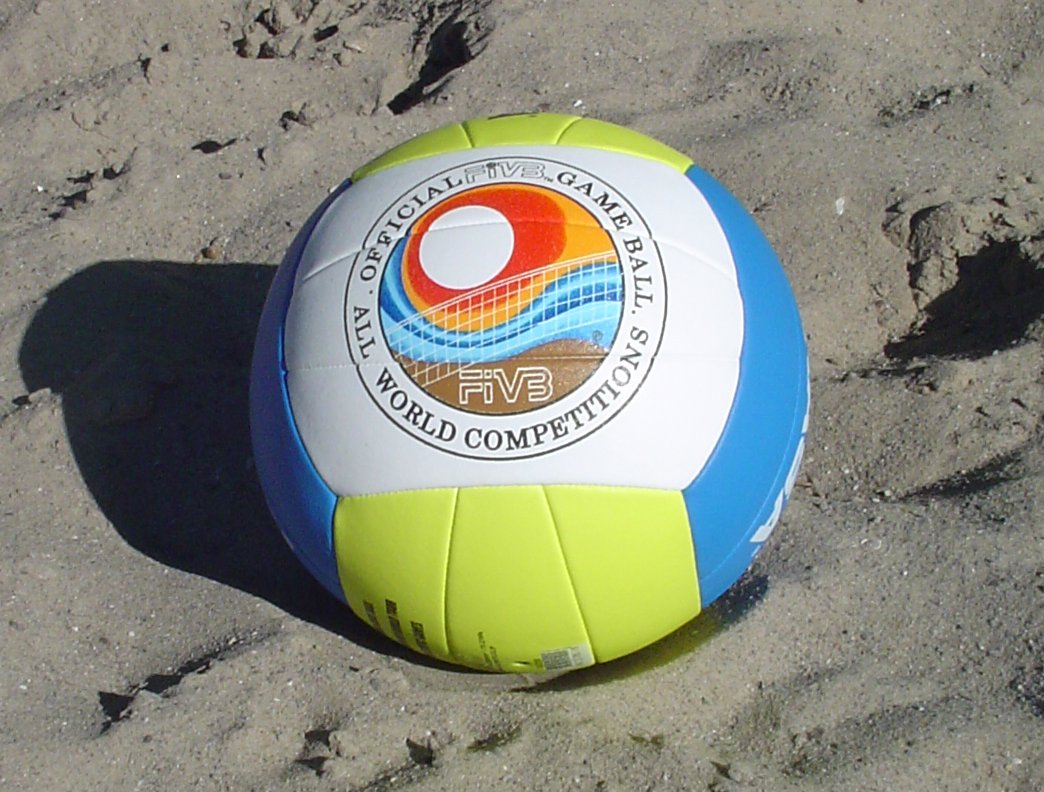
Волейбольный мяч

Волейбольный мяч состоит из панелей кожи (естественной или искусственной), натянутой вокруг каркаса. Каждая панель может состоять из трёх секций или рядов или может иметь другое строение. Современные мячи от Микаса имеют неровные секции желто-синего цвета с диагональным креплением.  Мяч может быть разноцветным или полностью белым. Длина окружности мяча 65—67 см; масса— 260—280 г. Внутреннее давление 0,300 — 0,325 кгс/см2 (294,3—318,82 гПа). Волейбольные мячи, использующиеся в пляжном волейболе, немного больше и у них ниже внутреннее давление.

## Типы
1. Для пляжного волейбола
2. Для классического волейбола

## Производители
Волейбольные мячи продают под торговыми марками: Adidas, Derbystar, Erima, Powerplay, Мой Мяч, Rucanor, Tachikara, Molten, Wilson, Mikasa, Baden, Spalding и другими.